# Tephrosia festina
Tephrosia festina är en ärtväxtart som beskrevs av Richard Kenneth Brummitt. Tephrosia festina ingår i släktet Tephrosia och familjen ärtväxter. Inga underarter finns listade i Catalogue of Life.